# Ahmed Ouyahia

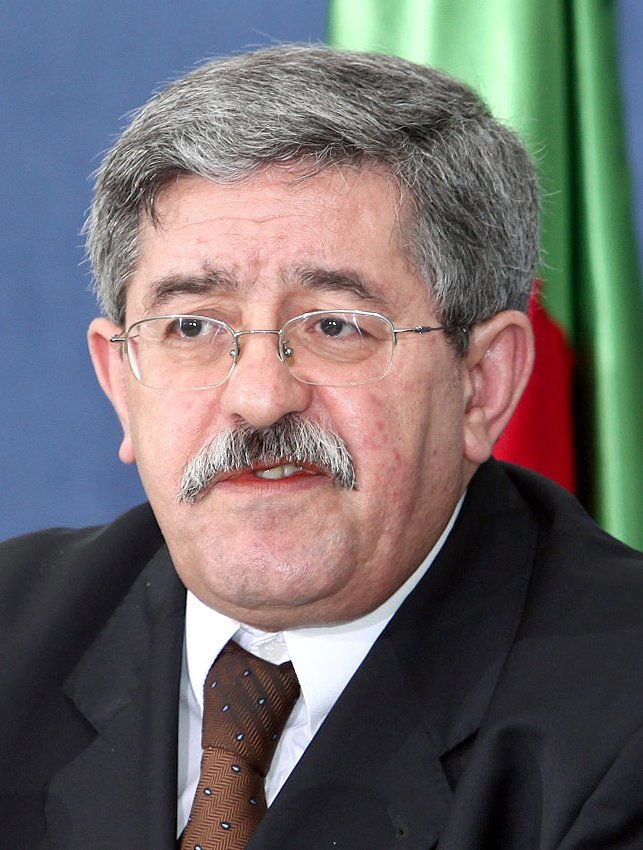
Ahmed Ouyahia (2011)

Ahmed Ouyahia (kabylisch: ⴰⵃⵎⴻⴷ ⵓⵢⴰⵃⵢⴰ, arabisch أحمد أويحيى, DMG Aḥmad Ūyaḥyā; * 2. Juli 1952 in Iboudraren bei Beni Yenni) ist ein algerischer Politiker. Er war insgesamt viermal Premierminister.
Nachdem Ouyahia in Algier Politikwissenschaften studiert und seinen Wehrdienst abgeleistet hatte, trat er zunächst in den diplomatischen Dienst ein. Von 1992 bis 1993 war er algerischer Botschafter in Mali. Anschließend diente er zunächst als Staatssekretär in der Regierung von Premierminister Redha Malek und anschließend im Kabinett von Staatspräsident Liamine Zéroual.
Am 31. Dezember 1995 wurde er zum Premierminister ernannt. Nach rund drei Jahren Amtszeit trat er am 15. Dezember 1998 zurück. Von 1999 bis 2002 war er Justizminister unter Präsident Abd al-Aziz Bouteflika. Vom 5. Mai 2003 bis 25. Mai 2006 und vom 23. Juni 2008 bis zum 3. September 2012 bekleidete er das Amt des Premierministers ein zweites bzw. drittes Mal. Am 16. August 2017 wurde er von Präsident Bouteflika erneut zum Ministerpräsidenten ernannt, als Nachfolger von Abdelmadjid Tebboune. Am 11. März 2019 trat er zurück, das Amt übernahm der bisherige Innenminister Noureddine Bedoui.
Während seiner ersten Amtszeit als Premierminister gehörte Ouyahia zu den Gründungsmitgliedern der Partei Rassemblement national démocratique. Von 2000 bis 2013 war er deren Generalsekretär.
Im Zuge einer Anti-Korruptionskampagne wurde Ouyahia Mitte April 2019 vor Gericht geladen. Im Juni wurde er zusammen mit seinem ehemaligen Amtskollegen Abdelmalek Sellal unter dem Vorwurf der Korruption verhaftet. Anfang Dezember wegen Machtmissbrauchs und der Verschwendung öffentlicher Gelder angeklagt, wurde er am 10. Dezember zu 15 Jahren Gefängnis verurteilt.